# Atsushi Katagiri
Atsushi Katagiri (jap. 片桐 淳至 Katagiri Atsushi; ur. 1 sierpnia 1983) – japoński piłkarz występujący na pozycji napastnika.

## Kariera klubowa
Od 2002 do 2013 roku występował w klubach Nagoya Grampus Eight, Rosario Central, Quilmes, FC Horikoshi, FC Gifu, Ventforet Kofu i MIO Biwako Shiga.